# Legion of the Dead
Pour plus de détails, voir Fiche technique et Distribution.
Legion of the Dead est un film américain écrit et réalisé par Paul Bales, produit par The Asylum, sorti en 2005. Il met en vedettes dans les rôles principaux Courtney Clonch, Claudia Lynx et Bruce Boxleitner. C’est un film de série B basé sur les légendes sur les momies, et il est sorti entre deux films similaires mais plus réussis : Le Retour de la momie (2001) et La Momie : La Tombe de l'Empereur Dragon (2008).

## Synopsis
Deux jeunes hommes traversent à moto le désert de Californie hors des routes, lorsque l’un d’eux tombe dans un trou dans le sol. Ils découvrent l’entrée d’une tombe égyptienne et sont tous deux tués dans des pièges lorsqu’ils brisent le sceau de la tombe. Quelque temps plus tard, le site est découvert par des étudiants en archéologie dirigés par le Dr Ari Ben-David. Molly Kirnan, une étudiante diplômée, arrive sur les lieux et rencontre Ben-David qui travaille avec son professeur, le Dr Bryan Swatek, alors qu’ils commencent leurs fouilles du site. À l’intérieur de la tombe, ils découvrent le sarcophage d’Aneh-Têt, une prêtresse mythique qui adorait Seth et a été bannie « à travers la grande eau » pour avoir prétendu être un dieu vivant. Dans sa chambre funéraire, le sarcophage est entouré de six autres momies avec des cristaux dans la poitrine.
Plus tard dans la nuit, Molly retourne seule sur le site après avoir eu une révélation en lisant une traduction et ramené par inadvertance Aneh-Têt à la vie. Cependant, avant que la momie ne se réanime, un agent de sécurité trouve Molly et la remet au Dr Swatek. Lorsqu’elle refuse ses avances, elle quitte le site. Aneh-Têt se lève alors et quitte la tombe, drainant la vie de Swatek et du garde de sécurité. À l’intérieur de la tombe, deux des six momies entourant le sarcophage d’Aneh-Têt ont les cristaux dans leur poitrine qui s’éclairent. Le lendemain, alors que les étudiants arrivent, ils découvrent les corps momifiés de Swatek et du garde de sécurité. Pendant ce temps, Molly attend que sa sœur Kevyn lui apporte des vêtements de rechange à son motel. Lorsque Kevyn arrive, elles rencontrent Aneh-Tet, nue, mais Molly est capable de communiquer avec elle, la ramenant sur le site de fouilles avec elle.
Sur la tombe, Aneh-Têt est reconnue par Ben-David qui lui promet sa servitude si elle épargne sa vie. Aneh-Têt réclame une troisième victime, un adjoint de police. Molly doit aller s’occuper de Kevyn au motel parce qu’elle fait la fête avec plusieurs des autres étudiants. Pendant qu’elle fait cela, Aneh-Têt tue deux autres victimes, allumant ainsi cinq des six momies dans sa tombe. Elle tente d’attaquer Carter mais il parvient à s’échapper jusqu’au motel avec Molly. Au lieu de cela, Aneh-Tet tue Justin tandis que Ben-David tue Kara Will avec une pioche pour en avoir trop vu. Ensemble, Aneh-Têt et Ben-David ressuscitent sa légion de six momies et leur ordonnent de lui apporter « l’Offrande ».
Les momies descendent vers le motel, tuant plusieurs clients, y compris le directeur du motel. Elles sont capables d’atteindre directement les corps des gens et de retirer leurs organes. Molly et Carter sont incapables de trouver Kevyn. Ils réalisent que les momies l’ont prise, une vierge étant nécessaire pour le sacrifice final afin qu’Aneh-Têt puisse commencer sa domination du monde. Carter et Molly arrivent à la tombe où ils trouvent Kevyn en train d’être préparée pour le sacrifice. Molly s’est armée de plusieurs bâtons de dynamite (on ne sait pas où elle a obtenu la dynamite) et menace Aneh-Tet avec, permettant alors à Kevyn de s’échapper. Ben-David attaque Carter mais il est tué avec une hache de combat, relique qui se trouvait dans la tombe. Plusieurs momies poursuivent Kevyn alors que le shérif Jones et l’adjoint par intérim Sam arrivent sur le site des fouilles, après avoir trouvé les corps au motel. Aneh-Tet utilise plutôt Carter pour le sacrifice, en constatant qu’il est vierge, et le poignarde. Les momies attaquent le véhicule du shérif, le tuant ainsi que Sam. Molly utilise le couteau sacrificiel pour poignarder Aneh-Têt avant que son rituel ne soit terminé, ce qui la fait retourner à son état momifié, et sa légion de morts-vivants se désintègre. Carter étant mort, Kevyn offre son sang virginal à Molly afin qu’elles puissent ramener Carter à la vie avec le rituel. Cela fonctionne et le générique se déroule.

## Distribution
- Courtney Clonch : Molly Kirnan, une étudiante diplômée et spécialiste en linguistique historique
- Claudia Lynx : Aneh-Tet
- Bruce Boxleitner : le shérif J.L. Jones
- Zach Galligan : Dr. Bryan Swatek - le professeur de Molly avec qui elle a eu une aventure d’un soir
- Chad Collins : Carter, l’ex de Molly, étudiant sur le site de fouilles
- Andrew Lauer : Sam Weave, médecin légiste du comté
- Chase Hoyt : Justin, l’un des étudiants sur le site de fouilles, le petit ami de Kara
- Rhett Giles : le Dr Ari Ben-David, un professeur de l’Université du Caire enquêtant sur la tombe récemment découverte
- Emily Falkenstein : Kevyn, la sœur de Molly, âgée de 17 ans
- Amanda Ward : Kara, une étudiante sur le site de fouilles, la petite amie de Justin
- Aaron David Thompson : Axel, un étudiant sur le site de fouilles
- Amy Clover : Linda
- Patrick Thomassie : Santos
- Jared Cohn : Petrie
- Terry Shusta : l’agent de sécurité
- Heather Ashley Chase : la directrice de l’hôtel

## Réception critique
Dread Central a passé en revue le film peu de temps après sa sortie en 2005. La critique note que le titre original du film a été Unravelled, ce qui, selon le critique, est un titre beaucoup plus approprié pour le trompeur « film de zombies » Legion of the Dead et souligne également la couverture de la momie égyptienne inexplicablement empruntée à Ancient Evil 2: Guardian of the Underworld. Il déclare que le film est encore plus trompeur en donnant aux stars Bruce Boxleitner et Zach Galligan des rôles « tellement sans conséquence pour l’intrigue que s’ils avaient été complètement abandonnés, cela aurait eu très peu d’impact sur le reste du film ». La critique poursuit en disant que bien que le film ne soit pas le pire, il n’apporte rien de nouveau au genre des films d'horreur et finit par sembler prévisible.
FilmThreat.com a donné au film une critique principalement négative et ne l’a pas recommandé aux téléspectateurs. La critique souligne les nombreuses similitudes entre La Momie de 1999 et l’intrigue de ce film, arguant également que le film ne fait rien d’original avec l’intrigue. La critique mentionne que la couverture du DVD indique qu’il « met en vedette » Bruce Boxleitner et Zach Galligan, mais les deux partagent à peine 10 minutes de temps d’écran total combiné. Il conclut en disant que le film est finalement « une version mal diluée, horriblement conclue et à petit budget d’un film assez décent. »